# Ульбрихт, Клаус
Клаус Ульбрихт (родился 28 сентября 1938 года в Дрездене) — немецкий химик, долгое время был мэром района Кёпеник, а после районной реформы 2001 года — района Трептов-Кёпеник в Берлине (1992—2006).

## Жизнь
Ульбрихт изучал химию в Техническом университете Дрездена с 1956 по 1961 год . Затем он работал научным сотрудником в Академии наук ГДР в Берлине. В 1967 году он получил докторскую степень в Университете Гумбольдта в Берлине. До 1991 года работал заведующим отделом Центрального института физической химии Академии наук в Берлине-Адлерсхофе . С 1986 по 1989 год он был непосредственным начальником будущего канцлера Ангелы Меркель.
В 1989 году Ульбрихт присоединился к СДП, которая впоследствии стала СДПГ в ГДР. С 1990 по 1991 год Ульбрихт занимался политикой на общественных началах в качестве районного советника и лидера парламентской группы СДПГ в ассамблее окружного совета Берлин-Кёпеник. В 1991/92 году он работал там полный рабочий день в качестве районного советника по экономике и финансам, а с мая 1992 года до конца 2000 года — мэром района Берлин-Кёпеник. В результате слияния двух административных районов Берлина Трептов Кёпеник в район Трептов-Кёпеник 1 января 2001 года он стал мэром крупнейшего района Берлина. С начала 2006 года он работает на общественных началах в качестве окружного председателя SPD Treptow-Köpenick. 26 октября 2006 года Ульбрихт подал в отставку, преемником на посту стала его коллега по партии Габриэле Шёттлер.
Ульбрихт был давним членом наблюдательного совета 1. FC Union Berlin до 2007 года. Он является председателем правления общественного фонда Treptow-Köpenick. Клаус Ульбрихт женат, имеет троих взрослых детей.

## Награды
В 2010 году Клаус Ульбрихт был награжден Федеральным крестом за заслуги I степени, а в 2018 году он получил Орден «За заслуги перед землёй Берлин».